# Марко Меландрі
Марко Меландрі (італ. Marco Melandri; 7 серпня 1982, Равенна, Італія) — італійський мотогонщик, учасник чемпіонатів світу з шосейно-кільцевих мотоперегонів серій MotoGP та WSBK, чемпіон світу серії MotoGP у класі 250cc (2002). Наймолодший гонщик, який вигравав гонку Гран-Прі (у віці 15 років та 324 дні).

## Кар'єра
До мотоспорту Марко долучив колишній мотогонщик Лоріс Реджиані у віці шести років. Меландрі пройшов довгий шлях від участі у змаганнях на мінібайках, в мотокросі, італійському та європейському чемпіонатах з шосейно-кільцевих мотоперегонів в класі 125cc.
У 1997 році Марко виграв чемпіонат Італії в класі 125cc, паралельно зайнявши 4-е місце у чемпіонаті Європи в аналогічному класі. Окрім цього, він у віці 15-ти років дебютував у чемпіонаті світу MotoGP в класі 125cc по wild card на Гран-Прі Чехії, зайнявши у цій гонці 17-е місце.
Перед початком сезону 2015 команда Марко «Aprilia Racing» запропонувала йому повернутися разом з нею в чемпіонат MotoGP. Італієць постав перед вибором: продовжувати успішні виступи в серії WSBK, або почати все „з нуля“ у королівський перегонах, куди команда повернулась через 10 років відсутності, після виходу із чемпіонаті у 2004. Він зупинився на останньому варіанті. Проте перші ж передсезонні тести підтвердили труднощі, з якими довелось зіткнутись Марку в нових змаганнях — на перших двох зборах у Сепанзі він займав останні місця. Це породило чутки про те, що Меландрі може повернутись у Супербайк, а його місце займе Хорді Торрес.
Перші результати сезону розчарували: у перших семи гонках Марко не набрав жодного очка, фінішуючи останнім, тоді як його партнер по команді Альваро Баутіста у п'яти гонках потрапляв у залікову зону, посівши навіть на Гран-Прі Каталонії 10-е місце. Чутки про заміну Марка на іншого гонщика набули нової сили. Проблемою залишався лише його контракт, за яким він отримував від «Aprilia Racing» за сезон близько 800 тис. €, а розірвання контракту передбачало виплату відступних великого розміру. Черговий невдалий виступ на наступному етапі у Нідерландах (знову останнє, 19-е місце) увірвав терпіння босів команди і Марко був звільнений достроково.

### Статистика виступів

#### В розрізі сезонів
| Сезон | Клас   | Команда                      | Мотоцикл               | Гонки | Пер | Под | ПП | НК | Очки | Місце |
| ----- | ------ | ---------------------------- | ---------------------- | ----- | --- | --- | -- | -- | ---- | ----- |
| 1997  | 125cc  |                              | Honda RS125R           | 1     | 0   | 0   | 0  | 0  | 0    | —     |
| 1998  | 125cc  |                              | Honda RS125R           | 14    | 2   | 8   | 3  | 1  | 202  | 3     |
| 1999  | 125cc  |                              | Honda RS125R           | 14    | 5   | 9   | 3  | 4  | 226  | 2     |
| 2000  | 250cc  |                              | Aprilia RSV250         | 16    | 0   | 4   | 1  | 0  | 159  | 5     |
| 2001  | 250cc  |                              | Aprilia RSV250         | 15    | 1   | 9   | 0  | 4  | 194  | 3     |
| 2002  | 250cc  | MS Aprilia Racing            | Aprilia RSV250         | 16    | 9   | 12  | 2  | 4  | 298  | 1     |
| 2003  | MotoGP | Fortuna Yamaha               | Yamaha YZR-M1          | 13    | 0   | 0   | 0  | 0  | 45   | 15    |
| 2004  | MotoGP | Fortuna Tech 3               | Yamaha YZR-M1          | 15    | 0   | 2   | 0  | 0  | 75   | 12    |
| 2005  | MotoGP | Movistar Honda MotoGP        | Honda RC211V           | 17    | 2   | 7   | 0  | 3  | 220  | 2     |
| 2006  | MotoGP | Fortuna Honda Gresini        | Honda RC211V           | 17    | 3   | 7   | 0  | 0  | 228  | 4     |
| 2007  | MotoGP | Gresini Racing               | Honda RC212V           | 17    | 0   | 3   | 0  | 0  | 187  | 5     |
| 2008  | MotoGP | Ducati Marlboro              | Ducati Desmosedici GP8 | 18    | 0   | 0   | 0  | 0  | 51   | 17    |
| 2009  | MotoGP | Hayate Racing Team           | Kawasaki Ninja ZX-RR   | 17    | 0   | 1   | 0  | 0  | 108  | 10    |
| 2010  | MotoGP | San Carlo Honda Gresini Team | Honda RC212V           | 17    | 0   | 0   | 0  | 0  | 103  | 10    |
| 2015  | MotoGP | Aprilia Racing Team Gresini  | Aprilia RS-GP          | 8     | 0   | 0   | 0  | 0  | 0    | —     |

## Особисте життя
Проживає з італійською моделлю, переможницею кількох конкурсів краси, Мануеллою Рафаеттою. У них є донька Мартіна.